# زبان اشاره کاتالان
زبان اشاره کاتالان زبان اشاره‌ای است که توسط ناشنوایان و کم شنوایان در کاتالونیا استفاده می‌شود.